# Nadja Bucher

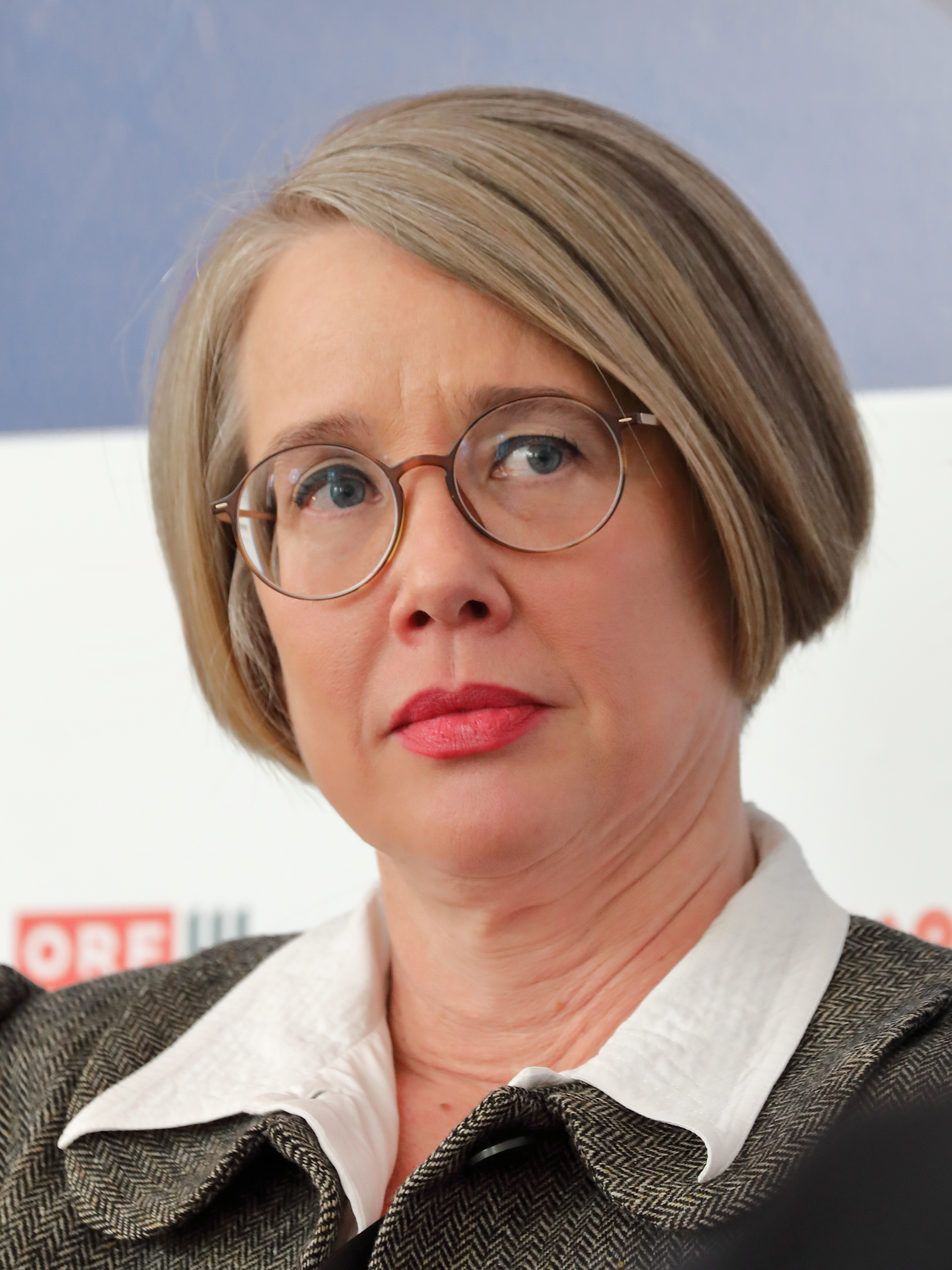
Nadja Bucher

Nadja Bucher (* 1. April 1976 in Wien) ist eine österreichische Slam-Poetin und Autorin. 

## Leben
Nadja Bucher studierte in Wien und Sussex Germanistik und Kunstgeschichte. Seit 2004 ist sie als Slam-Poetin tätig und war von 2007 bis 2012 gemeinsam mit Doris Mitterbacher alias Mieze Medusa und Markus Köhle Teil der Wiener Lesebühne Dogma Chronik Arschtritt. 2014 erhielt Bucher den Förderungspreis der Stadt Wien für Literatur.

## Werke
- Rosa gegen Dreck der Welt. Roman. Milena Verlag, Wien 2011, ISBN 978-3-85286-203-3.
- Die wilde Gärtnerin. Roman. Milena Verlag, Wien 2013, ISBN 978-3-85286-237-8.
- Die Doderer-Gasse oder Heimitos Menschwerdung. Roman. Milena Verlag, Wien 2020, ISBN 978-3-90318-459-6.
- Rosa gegen die Verschwendung der Welt. Roman. Edition Atelier, Wien 2023, ISBN 978-3-99065-090-5.